# Daphne (Antiochië)

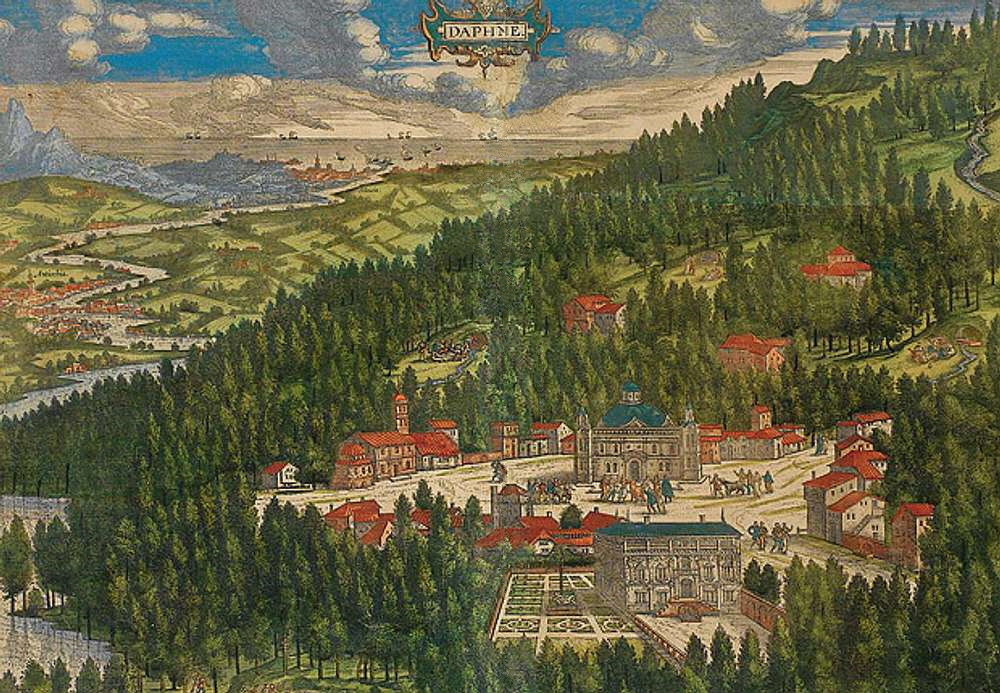
Een imaginair beeld van Daphne aan de Orontes, door Ortelius in de 16e eeuw

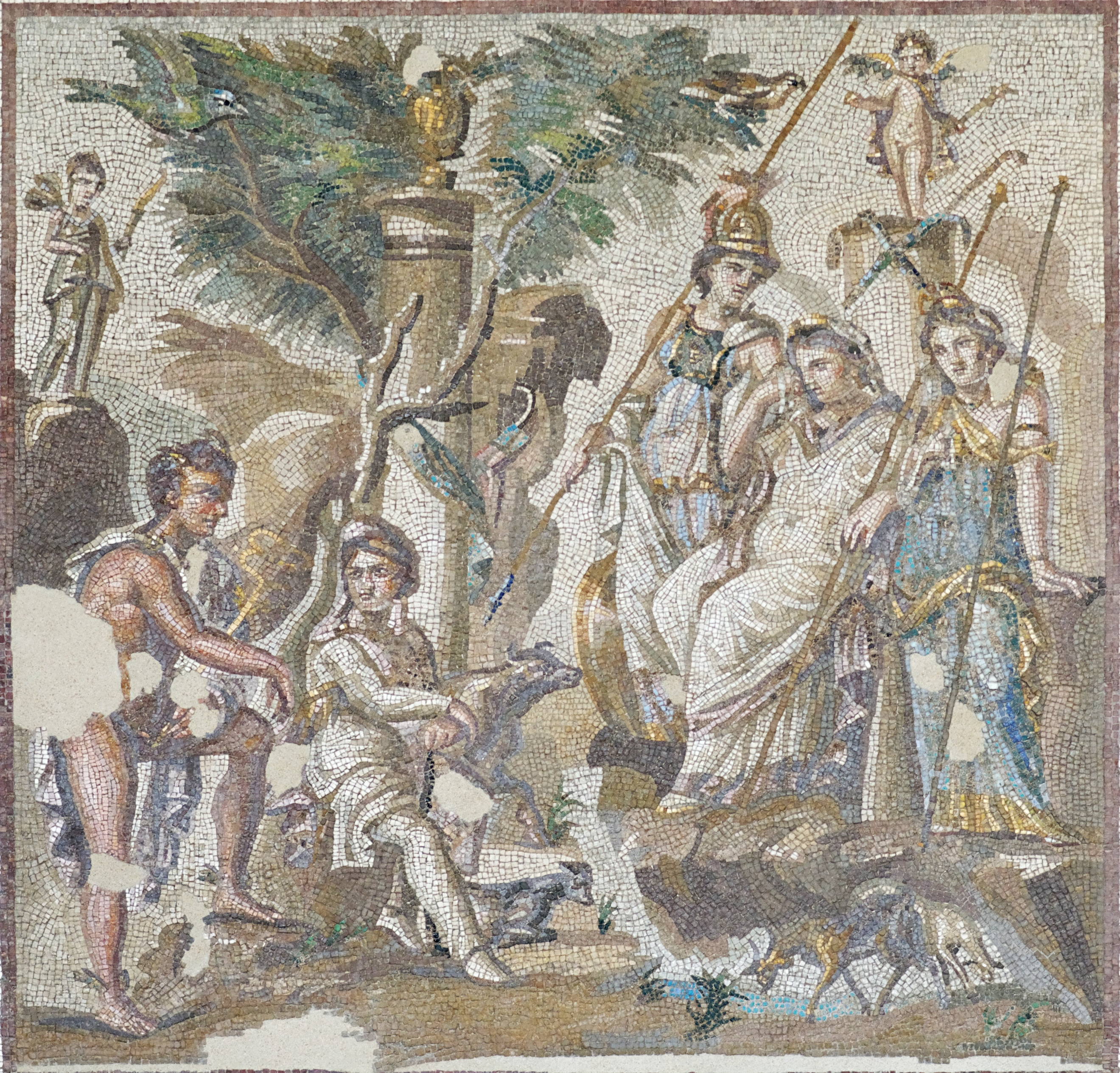
Mozaïek in het Louvre in Parijs: Oordeel van Paris

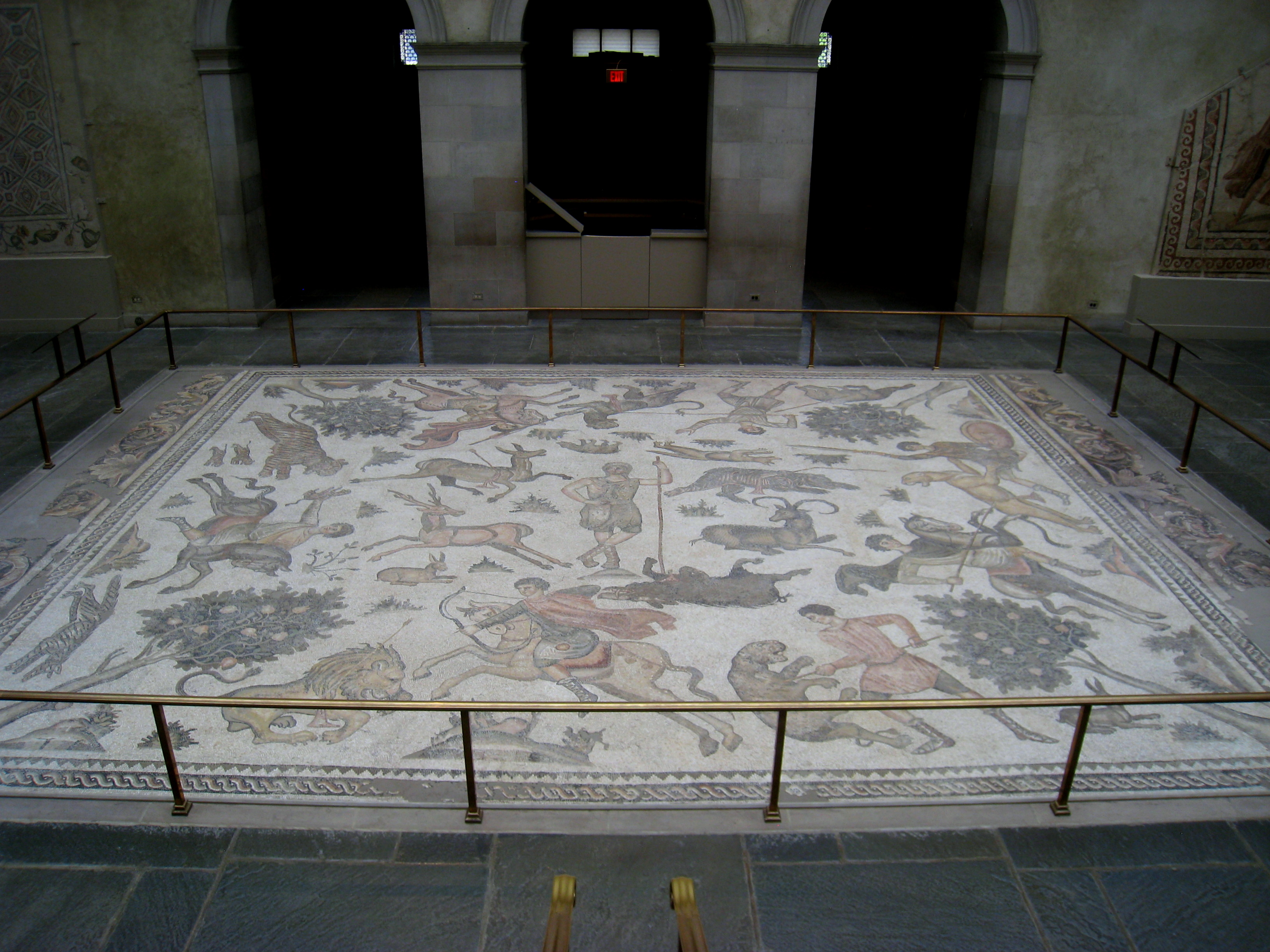
Worcester Art Hunt

Daphne (4e eeuw v.Chr. - 6e eeuw n.Chr.) was een voorstad van Antiochië, tegenwoordig Antakya in Turkije. Zowel Antiochië als Daphne lagen aan de rivier Orontes. De plaats Daphne is genoemd naar de nymf Daphne in de Griekse mythologie. Daphne lag ten zuidwesten van de stad op de heuvels rond Antiochië. Het was bosrijk en daarom koel, had talrijke bronnen en het was er stil, in tegenstelling tot de bruisende metropool Antiochië. Antiochië kende honderdduizenden inwoners terwijl Daphne slechts enkele duizenden inwoners had; het waren de meest begoeden die er residenties hadden.

## Historiek
Seleucus I Nicator wordt als stichter van Daphne genoemd. Oorspronkelijk stond in het bos van Daphne enkel een tempel voor de god Apollo. Verschillende koningen van de dynastie der Seleuciden bouwden er aan paleizen en lusthoven. De tempel van Apollo in Daphne was gekend als vrijplaats. In het boek 2 Makkabeeën in de Bijbel wordt verhaald hoe de hogepriesterafgezette  Onias III Jeruzalem ontvluchtte (171 v.Chr.) om aan de wraak van zijn opvolger Menelaus te ontkomen. Onias kreeg asiel in het heiligdom van Daphne. Tot verontwaardiging van Joden en Hellenen drong een zekere Andronicus het heiligdom van Apollo binnen. Hij sleepte Onias naar buiten en liet hem doden.
De bouwactiviteiten namen toe met de komst van de Romeinen. Pompeius liet villa’s toevoegen aan het domein. Dit gebeurde ook onder het keizerschap van keizer Claudius in de 1e eeuw na Chr, die bovendien in Daphne sportcompetities inrichtte. Romeinse veldheren op doortocht in Antiochië verbleven maar al te graag in Daphne. De bronnen in het bos werden omgebouwd tot fonteinen. De jachtpartijen in de bossen werden populair bij rijke Romeinen. De luxueuze residenties in de bossen van Daphne geraakten bekend over het hele Romeinse Rijk. De Romeinen spraken spottend van Antiochia ad Daphne (het Antiochië bij Daphne) in plaats van de echte naam Antiochia ad Orontes (het Antiochië aan de Orontes rivier). Mores Daphnici werd een begrip en wees op het moreel verval, zoals de schranspartijen en vermaak met prostituées werden beschreven.  De Romeinse schrijver en satiricus Juvenalis schreef ‘In Tiberim defluxit Orontes’. Dit betekent letterlijk de Orontes stroomt in de Tiber (in Rome).  Juvenalis doelde op het moreel verval dat uit Daphne overwaaide naar Rome.
In de 4e eeuw introduceerde keizer Constantius Gallus het christendom in Daphne. Hij ontmantelde de tempel van Apollo. Constantius Gallus liet de relikwieën van Babila, een martelaar uit Antiochië, onderbrengen in de tempel. De hoogdagen van Daphne waren toen al voorbij.
Later verbleven nog rijke Byzantijnen in villa’s van Daphne; de laatste villabouw dateert van de 6e eeuw. Tijdens de veldtocht van keizer Khusro I, keizer de Perzen, in het Byzantijnse Rijk, bracht deze er offergaven aan Daphne en aan andere nymfen.

## Mozaiëken
In de jaren 1930 onderzochten Amerikaanse en Franse archeologen wat nog restte van de Romeinse villa’s in Daphne. Daphne behoorde tot het Frans mandaatgebied Syrië. Zij stootten op mozaïeken veelal uit de 2e eeuw – 3e eeuw. Dit verklaart dat er heden mozaïeken terug te vinden zijn in musea in het Westen. Het gaat onder meer om de volgende goed bewaarde en grote mozaïeken, die als mozaïeken uit Antiochië worden betiteld.
- Het Louvremuseum bezit het Oordeel van Paris en de Vier Seizoenen.[4]
- Het Art Museum van Princeton University in de Verenigde Staten heeft Aphrodite en Adonis, alsook een rituele zelfdoding Mors Voluntaria genoemd.[5][6]
- Het Museum of Art in Baltimore heeft onder andere een Dansende Satyr, een Dansende Maenade (Bacchant) en een Vechtende Leeuw.[7]
- Het Worcester Art Museum heeft een jachttafereel, genoemd Worcester Hunt Mosaic uit de 6e eeuw. Dit mozaïek is het grootste mozaïek dat de Amerikanen ooit hebben ingevoerd.[8] Het heeft merkwaardig ook Perzische invloed en doet denken aan een Perzisch tapijt.[9]